# 多佛斯冰磧
多佛斯冰磧（英語：Dovers Moraine），是南極洲的冰磧，位於赫德島，處於斯蒂芬森冰川以東，長3公里，在1948年由澳大利亞探險隊測量，現時由南極條約體系管理。